# بیچ پارتی
بیچ پارتی (انگلیسی: Beach Party) فیلمی به کارگردانی ویلیام اشر است که در سال ۱۹۶۳ منتشر شد.

## بازیگران
- رابرت کامینگز
- دوروتی مالون
- فرانکی آوالون
- آنت فونیچلو
- دیک میلر
- رابرت لوگان
- ایوا سیکس